# Хоэнрайн
Хоэнрайн (нем. Hohenrain) — коммуна в Швейцарии, в кантоне Люцерн. 
Входит в состав округа Хохдорф. Население составляет 2343 человека (на 31 декабря 2006 года). Официальный код — 1032.

## Состав коммуны
- Лили